# Lament (Touché Amoré)
Lament è il quinto album in studio della band post-hardcore americana Touché Amoré. L'album è stato pubblicato il 9 ottobre 2020 tramite Epitaph Records. Le sessioni di registrazione si sono svolte al Bunker Studio di Brooklyn con la voce aggiuntiva di Andy Hull registrata presso i Favorite Gentlemen Studios di Alpharetta, in Georgia. È il loro primo album ad essere prodotto da Ross Robinson.
Contenuti
Lament ha ricevuto il plauso universale della critica musicale. Metacritic, che assegna una valutazione normalizzata di 100 alle recensioni delle pubblicazioni tradizionali, ha dato all'album un punteggio medio di 83 sulla base di nove recensioni. L'aggregatore AnyDecentMusic? ha il consenso della critica sull'album a 8,1 su 10, sulla base di quattordici recensioni. Pitchfork lo ha inserito nella sua classifica nei migliori album del 2020.

## Tracce
1. Come Heroine – 2:50
2. Lament – 3:21
3. Feign – 2:48
4. Reminders – 3:03
5. Limelight (featuring Andy Hull) – 5:03
6. Exit Row – 2:17
7. Savoring – 2:56
8. A Broadcast – 3:02
9. I'll Be Your Host – 3:27
10. Deflector – 3:31
11. A Forecast – 3:38